# Lomtjärnen (Hotagens socken, Jämtland, 709747-143612)
Lomtjärnen är en sjö i Krokoms kommun i Jämtland och ingår i Indalsälvens huvudavrinningsområde. Lomtjärnen ligger i Gråberget-Hotagsfjällen Natura 2000-område. Sjön avvattnas av vattendraget Foskvattsån. Sjöns area är 0,0663 kvadratkilometer och den befinner sig 566,7 meter över havet.

## Delavrinningsområde
Lomtjärnen ingår i det delavrinningsområde (709803-143621) som SMHI kallar för Inloppet i Storflyn. Medelhöjden är 577 meter över havet och ytan är 0,7 kvadratkilometer. Räknas de 14 avrinningsområdena uppströms in blir den ackumulerade arean 98,02 kvadratkilometer. Foskvattsån som avvattnar avrinningsområdet har biflödesordning 3, vilket innebär att vattnet flödar genom totalt 3 vattendrag innan det når havet efter 287 kilometer. Avrinningsområdet består mestadels av skog (90 procent). Avrinningsområdet har 0,07 kvadratkilometer vattenytor vilket ger det en sjöprocent på 9,7 procent.